# Anno II z Kolonii
Anno II (ur. w XI wieku, zm. 4 grudnia 1075) – arcybiskup Kolonii w latach 1056-1075. 

## Życiorys
Ostatni z wielkich biskupów-budowniczych Kolonii, święty Kościoła katolickiego. Znany z ufundowania pięciu budowli sakralnych:
- opactwo Siegburg z kościołem św. Michała w Siegburgu;
- kościoła św. Jerzego w Kolonii;
- kościoła Sancta Maria ad Gradum w Kolonii;
- klasztoru w Saalfeld/Saale;
- klasztoru Grafschaft w Sauerlandzie.